# Сергеев, Павел Никанорович
Павел Никонорович Сергеев — советский хозяйственный, государственный и политический деятель, Герой Социалистического Труда.

## Биография
Родился в 1900 году в станице Аннинской Хопёрского округа Области Войска Донского в казачьей семье.
В 1914 году окончил станичное двухклассное училище (1914) и Хопёрское сельскохозяйственное училище по специальности агроном (1917). Работал помощником участкового агронома, затем агрономом на участке № 2 Хопёрского округа (станицы Аннинская, Дурновская, Алексеевская).
В 1920—1921 гг. служил в РККА. С 1921 г. заместитель директора совхоза № 5 Хопёрского округа.
С 1929 года главный агроном Ново-Анненского районного отдела сельского хозяйства.
Окончил Всесоюзный сельскохозяйственный институт заочного образования по специальности агроном-экономист, в 1951 г. защитил диссертацию, кандидат экономических наук.
С 1953 года жил в Сталинграде (Волгограде), работал в облисполкоме начальником управления земледелия, затем преподавал в сельскохозяйственном институте.
Указом Президиума Верховного Совета СССР от 15 февраля 1948 года присвоено звание Героя Социалистического Труда с вручением ордена Ленина и золотой медали «Серп и Молот».
За широкое внедрение травопольной системы земледелия удостоен Сталинской премии 3-й степени 1949 года.
Избирался депутатом Верховного Совета СССР 3-го и 4-го созывов.

## Публикации
- Сергеев, Павел Никанорович. Из опыта освоения системы земледелия [Текст] : На примере колхоза «Деминский» Ново-Аннен. района Сталингр. обл. / П. Н. Сергеев, Герой Соц. Труда. — Москва : Сельхозгиз, 1959. — 248 с. : ил.; 21 см.
- Сергеев, Павел Никанорович. Волгоградские пшеницы [Текст] / П. Н. Сергеев, Герой Соц. Труда лауреат Гос. премии. — Волгоград : Кн. изд-во, 1962. — 47 с. : ил.; 20 см.
- Сергеев, Павел Никанорович. Устойчивые урожаи [Текст] : (Опыт колхоза «Деминский» Ново-Аннен. района) / Сталингр. обл. упр. сельского хозяйства. — Сталинград : Кн. изд-во, 1958. — 12 с.; 20 см.
- Сергеев, Павел Никанорович. Содружество тракторной и полеводческой бригад в борьбе за освоение травопольной системы земледелия [Текст] / П. Н. Сергеев, Герой соц. труда лауреат Сталинской премии. — Сталинград : Обл. кн-во, 1951. — 36 с. : план.; 23 см.